# Thomas Dybdahl
Thomas Dybdahl (nacido el 12 de abril de 1979 en Sandnes, Noruega) es un músico noruego.

## Carrera
Comenzó su carrera musical como guitarrista de los Quadraphonics, con quienes no logró mucho éxito. Fue más tarde, con su primer álbum en solitario, That Great October Sound, cuando se hizo popular en su país de origen, Noruega. 
Dybdahl ha recibido algunos premios como el Spellemannprisen o el Alarm Award y con sus siguientes álbumes como Stray Dogs (2005) y One Day You'll Dance for Me, New York City ha incrementado su éxito por otros países europeos.

## Discografía

### Álbumes
- ... That Great October Sound (2002)
- Stray Dogs (2003)
- One day you'll dance for me, New York City (2004)
- October Trilogy (2006)
- Science (2006)
- What's left is forever (2013)

### Sencillos
- Bird EP (2000)
- John Wayne EP (2001)
- Rain down on Me (2003)
- A Lovestory (2004)
- Damn Heart (2006)

### Otros lanzamientos
- Quadrophonics - Q (1998)
- The National Bank - The National Bank (2004)
- The National Bank - Come On Over To The Other Side (2008)

### DVD
- That Great October DVD (2003)
- That Great October DVD Remasterizado digital (2005)